# Дифенилолово
Дифенилолово — металлоорганическое соединение олова с формулой Sn(C6H5)2. При комнатной температуре представляет собой жёлтый порошок, растворимый в органических растворителях.

## Получение
- Взаимодействие фенилмагнийбромида с эфирным раствором дихлорида олова:

{\displaystyle {\mathsf {2Mg(C_{6}H_{5})Br+SnCl_{2}\ {\xrightarrow {}}\ Sn(C_{6}H_{5})_{2}+MgCl_{2}+MgBr_{2}}}}

## Свойства
Дифенилолово образует жёлтое вещество, растворяется в бензоле и эфирах. Плавится при 130 °С, при этом превращаясь в красную жидкость. Взаимодействует с избытком фенилмагнийбромида.